# Гимн Камчатского края
| Официальные записи Камчатской хоровой капеллы и Симфонического оркестра «Глобалис» под управлением Павла Овсянникова начале ноября 2010 года |
| Оркестровая вокальная версия Помощь по воспроизведению файла                                                                                 |
| Оркестровая инструментальная версия Помощь по воспроизведению файла                                                                          |
| Оркестровая инструментальная версия (один куплет) Помощь по воспроизведению файла                                                            |
| Оркестровая инструментальная версия (один куплет) (версия 2) Помощь по воспроизведению файла                                                 |

Гимн Камча́тского кра́я — один из официальных символов Камчатского края, субъекта Российской Федерации. Утверждён законом Камчатского края «О гимне Камчатского края» №397 от 5 марта 2010 года. Слова написаны Борисом Дубровиным, музыка — Евгением Морозовым. Закон о принятии гимна вступил в силу 1 июля 2010 года, в третью годовщину образования края.

## История
1 июля 2007 года в результате объединения Камчатской области и Корякского автономного округа был образован Камчатский край. 18 августа 2008 года Геральдическая комиссия объявила конкурс на создание символов нового Камчатского края, которые «наиболее ярко [отражают] историческое развитие региона, его духовное, политическое, экономическое, культурное и национальное наследие».
Конкурс проходил с 25 августа по 28 ноября 2008 года, и за три лучших гимна были бы награждены денежными призами в размере 70 000, 40 000 и 20 000 рублей соответственно. В конкурсе приняли участие и участники из других регионов России. В ноябре 2007 года композитор и руководитель Камчатской хоровой капеллы Евгений Морозов, сочинивший гимн бывшей Камчатской области, выразил намерение представить этот же гимн на предстоящий конкурс, заявив, что он соответствует цели «и по музыке, и по тексту». Однако он также заявил, что обсуждалась возможность внесения каких-то изменений в текст, которые в конечном итоге были внесены в предложенный гимн.
Был выбран гимн Морозова, и 17 февраля 2010 года на сессии Законодательного собрания принят закон о гимне Камчатского края. Закон вступил в силу 1 июля 2010 года, в годовщину образования края 1 июля 2007 года, и празднование годовщины сопровождались первыми исполнениями нового гимна, в том числе сводным хором под управлением Морозова.
23 ноября 2010 года подборка официальных записей гимна была размещена на официальном сайте правительства Камчатского края. Они были записаны в начале ноября 2010 года полным составом Камчатской хоровой капеллы под руководством Евгения Морозова в сопровождении московского симфонического оркестра «Глобалис» под руководством Павла Овсянникова.
С тех пор гимн исполнялся на нескольких официальных мероприятиях, таких как спортивные соревнования, фольклорные фестивали, День флага и День образования Камчатского края.

## Текст
| I Величава, сурова Камчатка, Край сокровищ земных необъятный. Сквозь рассветный туман Вновь курится вулкан И зовет рыбаков океан. Припев: Камчатка – судьба ты моя, Навеки родные края. Любовь ты и гордость моя, Великой России земля. II В жизни стоит любого богатства Наше дружное, крепкое братство. Мы надеждой живем, Ты, Камчатка, – наш дом, Как святыню тебя бережем. Припев III День России берет здесь начало, На Камчатке, у наших причалов. Нет надежней щита, Чем границы черта, Здесь России форпост – навсегда. Припев |